# Socialistische Omroep Maatschappij
De Socialistische Omroep Maatschappij (SOM) was een Belgische Nederlandstalige televisieomroep gelieerd aan de socialistische beweging.

## Historiek
De SOM startte zijn uitzendingen op de Belgische Radio- en Televisieomroep (BRT) eind 1978 in het bestel van de uitzendingen door derden. Er werd nauw samengewerkt met het Socialistisch Instituut voor Radio en Televisie (SIRT). Voor 1978 werden de socialistische uitzendingen verzorgd door het Emile Vandervelde Instituut (EVI). Omstreeks 1995 bedroeg de jaarlijkse subsidie 750.000 frank. Toen in 2002 de uitzendingen door politieke derden werden stopgezet (decreet van 6 juli 2001), werd de omroep ontbonden.

### Zendtijd
| Jaar | Zendtijd (tv) |
| ---- | ------------- |
| 1992 | 5u 20' 30     |
| 1994 | 8u 11'        |
| 1995 | 8u 11'        |

## Programma's
- Roodvonk (1983 - 1985), jongerenprogramma met Marcel Vanthilt